# جو غريني (لاعب كرة قاعدة)
جو غريني (بالإنجليزية: Joe Greene)‏ هو لاعب كرة قاعدة أمريكي، ولد في 17 أكتوبر 1911 في ستون ماونتن في الولايات المتحدة، وتوفي بنفس المكان في 19 يوليو 1989.

## وصلات خارجية
- جو غريني على موقعبيزبول رفرنس.كوم (الدوري الرئيسي) (الإنجليزية)
- جو غريني على موقعبيزبول رفرنس.كوم (الدوري الثانوي) (الإنجليزية)